# Muang Xay
Muang Xay is een plaats in Laos en is de hoofdplaats van de provincie Udomxai.